# Arrondissement de Toulouse
L'arrondissement de Toulouse est une division administrative française, située dans le département de la Haute-Garonne et la région Occitanie.

## Composition

### Composition avant 2015
Liste des cantons de l'arrondissement de Toulouse :
- canton de Blagnac ;
- canton de Cadours ;
- canton de Caraman ;
- canton de Castanet-Tolosan ;
- canton de Fronton ;
- canton de Grenade ;
- canton de Lanta ;
- canton de Léguevin ;
- canton de Montastruc-la-Conseillère ;
- canton de Montgiscard ;
- canton de Nailloux ;
- canton de Revel ;
- canton de Toulouse-1 et ex-canton de Toulouse-Centre ;
- canton de Toulouse-2 et ex-canton de Toulouse-Sud ;
- canton de Toulouse-3 et ex-canton de Toulouse-Ouest ;
- canton de Toulouse-4 ;
- canton de Toulouse-5 et ex-canton de Toulouse-Nord ;
- canton de Toulouse-6 ;
- canton de Toulouse-7 ;
- canton de Toulouse-8 ;
- canton de Toulouse-9 ;
- canton de Toulouse-10 ;
- canton de Toulouse-11 ;
- canton de Toulouse-12 ;
- canton de Toulouse-13 ;
- canton de Toulouse-14 ;
- canton de Toulouse-15 ;
- canton de Tournefeuille ;
- canton de Verfeil ;
- canton de Villefranche-de-Lauragais ;
- canton de Villemur-sur-Tarn.

### Composition depuis 2015
Contrairement à l'ancien découpage où chaque canton était inclus à l'intérieur d'un seul arrondissement, le nouveau découpage territorial de 2014/2015 s'affranchit des limites des arrondissements. Certains cantons peuvent être composés de communes appartenant à des arrondissements différents. Dans l'arrondissement de Toulouse, c'est le cas pour deux cantons dont les communes sont également réparties sur l'arrondissement de Muret. Au total, l'arrondissement de Toulouse est donc composé de dix-neuf cantons entiers et de deux cantons partiels.
Le tableau suivant présente la répartition des cantons et de leurs communes par arrondissement :
| N° | Canton             | Muret | Toulouse                 |
| -- | ------------------ | ----- | ------------------------ |
| 3  | Blagnac            |       | 6                        |
| 4  | Castanet-Tolosan   |       | 15                       |
| 5  | Castelginest       |       | 10                       |
| 7  | Escalquens         | 1     | 34                       |
| 8  | Léguevin           |       | 36                       |
| 10 | Pechbonnieu        |       | 26                       |
| 11 | Plaisance-du-Touch | 9     | 1                        |
| 13 | Revel              |       | 59                       |
| 15 | Toulouse-1         |       | fraction de Toulouse     |
| 16 | Toulouse-2         |       | fraction de Toulouse     |
| 17 | Toulouse-3         |       | fraction de Toulouse     |
| 18 | Toulouse-4         |       | fraction de Toulouse     |
| 19 | Toulouse-5         |       | fraction de Toulouse     |
| 20 | Toulouse-6         |       | fraction de Toulouse     |
| 21 | Toulouse-7         |       | 3 + fraction de Toulouse |
| 22 | Toulouse-8         |       | 1 + fraction de Toulouse |
| 23 | Toulouse-9         |       | 2 + fraction de Toulouse |
| 24 | Toulouse-10        |       | 9 + fraction de Toulouse |
| 25 | Toulouse-11        |       | 1 + fraction de Toulouse |
| 26 | Tournefeuille      |       | 3                        |
| 27 | Villemur-sur-Tarn  |       | 19                       |
|    |                    |       | 226                      |

### Découpage communal depuis 2015
Depuis 2015, le nombre de communes des arrondissements varie chaque année soit du fait du redécoupage cantonal de 2014 qui a conduit à l'ajustement de périmètres de certains arrondissements, soit à la suite de la création de communes nouvelles. Le nombre de communes de l'arrondissement de Toulouse passe de 226 en 2015 à 225 en 2019.
Au 1er janvier 2024, l'arrondissement groupe les 225 communes suivantes :
1. Aignes
2. Aigrefeuille
3. Albiac
4. Aucamville
5. Aureville
6. Auriac-sur-Vendinelle
7. Aurin
8. Aussonne
9. Auzeville-Tolosane
10. Auzielle
11. Avignonet-Lauragais
12. Ayguesvives
13. Azas
14. Balma
15. Baziège
16. Bazus
17. Beaupuy
18. Beauteville
19. Beauville
20. Beauzelle
21. Belberaud
22. Belbèze-de-Lauragais
23. Bélesta-en-Lauragais
24. Bellegarde-Sainte-Marie
25. Bellesserre
26. Bessières
27. Blagnac
28. Bondigoux
29. Bonrepos-Riquet
30. Le Born
31. Bouloc
32. Bourg-Saint-Bernard
33. Brax
34. Bretx
35. Brignemont
36. Bruguières
37. Le Burgaud
38. Buzet-sur-Tarn
39. Cabanac-Séguenville
40. Le Cabanial
41. Cadours
42. Caignac
43. Calmont
44. Cambiac
45. Caragoudes
46. Caraman
47. Castanet-Tolosan
48. Castelginest
49. Castelmaurou
50. Castelnau-d'Estrétefonds
51. Le Castéra
52. Caubiac
53. Cépet
54. Cessales
55. Clermont-le-Fort
56. Colomiers
57. Cornebarrieu
58. Corronsac
59. Cox
60. Cugnaux
61. Daux
62. Deyme
63. Donneville
64. Drémil-Lafage
65. Drudas
66. Escalquens
67. Espanès
68. Le Faget
69. Falga
70. Fenouillet
71. Flourens
72. Folcarde
73. Fonbeauzard
74. Fourquevaux
75. Francarville
76. Fronton
77. Gagnac-sur-Garonne
78. Garac
79. Gardouch
80. Gargas
81. Garidech
82. Gauré
83. Gémil
84. Gibel
85. Goyrans
86. Gragnague
87. Gratentour
88. Grenade
89. Le Grès
90. Issus
91. Juzes
92. Labastide-Beauvoir
93. Labastide-Saint-Sernin
94. Labège
95. Lacroix-Falgarde
96. Lagarde
97. Lagraulet-Saint-Nicolas
98. Lanta
99. Lapeyrouse-Fossat
100. Laréole
101. Larra
102. Lasserre-Pradère
103. Launac
104. Launaguet
105. Lauzerville
106. Lavalette
107. Layrac-sur-Tarn
108. Léguevin
109. Lespinasse
110. Lévignac
111. Loubens-Lauragais
112. Lux
113. La Magdelaine-sur-Tarn
114. Mascarville
115. Mauremont
116. Maurens
117. Maureville
118. Mauvaisin
119. Menville
120. Mérenvielle
121. Mervilla
122. Merville
123. Mirepoix-sur-Tarn
124. Mondonville
125. Mondouzil
126. Monestrol
127. Mons
128. Montaigut-sur-Save
129. Montastruc-la-Conseillère
130. Montberon
131. Montbrun-Lauragais
132. Montclar-Lauragais
133. Montégut-Lauragais
134. Montesquieu-Lauragais
135. Montgaillard-Lauragais
136. Montgeard
137. Montgiscard
138. Montjoire
139. Montlaur
140. Montpitol
141. Montrabé
142. Mourvilles-Basses
143. Mourvilles-Hautes
144. Nailloux
145. Nogaret
146. Noueilles
147. Odars
148. Ondes
149. Paulhac
150. Péchabou
151. Pechbonnieu
152. Pechbusque
153. Pelleport
154. Pibrac
155. Pin-Balma
156. Plaisance-du-Touch
157. Pompertuzat
158. Pouze
159. Préserville
160. Prunet
161. Puysségur
162. Quint-Fonsegrives
163. Ramonville-Saint-Agne
164. Rebigue
165. Renneville
166. Revel
167. Rieumajou
168. Roquesérière
169. Rouffiac-Tolosan
170. Roumens
171. Saint-Alban
172. Saint-Cézert
173. Saint-Félix-Lauragais
174. Sainte-Foy-d'Aigrefeuille
175. Saint-Geniès-Bellevue
176. Saint-Germier
177. Saint-Jean
178. Saint-Jean-Lherm
179. Saint-Jory
180. Saint-Julia
181. Saint-Léon
182. Sainte-Livrade
183. Saint-Loup-Cammas
184. Saint-Marcel-Paulel
185. Saint-Orens-de-Gameville
186. Saint-Paul-sur-Save
187. Saint-Pierre
188. Saint-Pierre-de-Lages
189. Saint-Rome
190. Saint-Rustice
191. Saint-Sauveur
192. Saint-Vincent
193. La Salvetat-Lauragais
194. La Salvetat-Saint-Gilles
195. Saussens
196. Ségreville
197. Seilh
198. Seyre
199. Tarabel
200. Thil
201. Toulouse
202. Tournefeuille
203. Toutens
204. Trébons-sur-la-Grasse
205. L'Union
206. Vacquiers
207. Vallègue
208. Vallesvilles
209. Varennes
210. Vaudreuille
211. Vaux
212. Vendine
213. Verfeil
214. Vieille-Toulouse
215. Vieillevigne
216. Vignaux
217. Vigoulet-Auzil
218. Villariès
219. Villaudric
220. Villefranche-de-Lauragais
221. Villematier
222. Villemur-sur-Tarn
223. Villeneuve-lès-Bouloc
224. Villeneuve-Tolosane
225. Villenouvelle

## Démographie
En 2022, l'arrondissement comptait 1 143 559 habitants.
| 1968    | 1975    | 1982    | 1990    | 1999    | 2006    | 2011    | 2016      | 2021      |
| ------- | ------- | ------- | ------- | ------- | ------- | ------- | --------- | --------- |
| 527 709 | 604 221 | 635 000 | 717 811 | 819 507 | 924 618 | 976 643 | 1 049 948 | 1 125 390 |

| 2022      | - | - | - | - | - | - | - | - |
| --------- | - | - | - | - | - | - | - | - |
| 1 143 559 | - | - | - | - | - | - | - | - |